# Diphya spinifera
Diphya spinifera är en spindelart som beskrevs av Albert Tullgren 1902. Diphya spinifera ingår i släktet Diphya och familjen käkspindlar. Inga underarter finns listade i Catalogue of Life.